# Cyclocross-Weltmeisterschaften 2013
Die Cyclocross-Weltmeisterschaften 2013 fanden am 2. Februar im US-amerikanischen Louisville statt. Es war die 64. Austragung der Weltmeisterschaften und die erste außerhalb von Europa. Die Wettkämpfe sollten eigentlich wie üblich über zwei Tage stattfinden. Wegen befürchteter Überschwemmungen durch den Ohio River wurde das Programm kurzfristig auf einen Tag kondensiert. Schauplatz war der Eva Bandman Park an der Einmündung des Beargrass Creek in den Ohio River.

## Ergebnisse

### Männer Elite
| Platz | Land        | Sportler          |
| ----- | ----------- | ----------------- |
| 1     | Belgien     | Sven Nys          |
| 2     | Belgien     | Klaas Vantornout  |
| 3     | Niederlande | Lars van der Haar |

### Frauen
| Platz | Land               | Sportler              |
| ----- | ------------------ | --------------------- |
| 1     | Niederlande        | Marianne Vos          |
| 2     | Vereinigte Staaten | Katherine Compton     |
| 3     | Frankreich         | Lucie Chainel-Lefèvre |

### Junioren
| Platz | Land        | Sportler             |
| ----- | ----------- | -------------------- |
| 1     | Niederlande | Mathieu van der Poel |
| 2     | Niederlande | Martijn Budding      |
| 3     | Tschechien  | Adam Ťoupalík        |

### U 23
| Platz | Land        | Sportler       |
| ----- | ----------- | -------------- |
| 1     | Niederlande | Mike Teunissen |
| 2     | Belgien     | Wietse Bosmans |
| 3     | Belgien     | Wout van Aert  |